# Cherves
Cherves település Franciaországban, Vienne megyében. Lakosainak száma 516 fő (2022. január 1.). Cherves Doux, Thénezay, Ayron, Chalandray, Maillé, Maisonneuve és Vouzailles községekkel határos.

## Népesség
A település népességének változása:
| Lakosok száma | 576  | 593  | 606  | 572  | 550  | 528  | 523  | 521  | 516  |
|               | 2013 | 2015 | 2016 | 2017 | 2018 | 2019 | 2020 | 2021 | 2022 |